# Роберт Рід
Роберт Рід (англ. Robert Reed, нар. 9 жовтня 1956, м. Омага, Небраска) — американський письменник-фантаст.

## Біографія
Роберт Рід за освітою науковець, працював у промисловості з 1979 до 1987 року, коли здобув ступінь бакалавра біології у Веслеянському університеті Небраски. Він припинив працювати, щоб повністю присвятити себе написанню науково-фантастичних романів.
Його перший роман «Берег лиману» (англ. The Leeshore) був опублікований того ж року. У 1986 році він отримав головний приз на конкурсі «Письменники майбутнього».
Роберт Рід живе в Лінкольні, штат Небраска, з дружиною Леслі та сестрою Джессі. Він відомий своєю любов'ю до бігу.

## Вибрана бібліографія
- The Leeshore (укр. Берег лиману) (1987)
- The Hormone Jungle (укр. Гормональні джунглі) (1988)
- Black Milk (укр. Чорне молоко) (1989)
- Down the Bright Way (укр. Вниз по світлому шляху) (1991)
- The Remarkables (укр. Видатні особистості) (1992)
- Beyond the Veil of Stars (укр. За зоряним покровом) (1994)
- An Exaltation of Larks (укр. Піднесення жайворонків) (1995)
- Beneath the Gated Sky (укр. Під замкненим небом) (1997)
- Marrow (укр. Марроу) (2000)
- Sister Alice (укр. Сестра Аліса) (2003)
- The Well of Stars (укр. Зоряний колодязь) (2004)

## Нагороди
- «Мадпаппі» (1986) (лауреат Гран-прі «Перші письменники майбутнього»).
- «Порядність» (1996) (опитування читачів наукової фантастики Азімова, оповідання)
- «Кістковий мозок» (1997) (читацьке опитування журналу «Science Fiction Age», повість)
- «Тепер вона бачить моїх монстрів» (2002) (читацьке опитування журналу «Наукова фантастика», оповідання)
- «Мільярд Єви» (2006): Премія «Г'юґо» за найкращу новелу, 2007